# Seaán mac Oliver Bourke
Seaán mac Oliver Bourke, (mort le 24 novembre 1580) est le 17e Seigneur de Mayo  de 1571 à 1580

## Origine
John II  Bourke nommé en gaélique Sir Seaán Bourke est le fils d'Oliver, fils de John lui-même 3e fils de Ricard Ó Cuairsge Bourke 7e Seigneur de Mayo.

## Règne
Seaán Bourke est élu Mac William Íochtar  ou Mac William Eighter c'est-à-dire Chef des Bourke du Haut/Nord ou de Mayo après la mort de son lointain parent  Ricard Bourke († 1571) le fils de Seaán an Tearmainn Bourke. En mai 1570 encore tanáiste il a été créé Baron Ardenerie. En 1572 les Annales des quatre maîtres  relèvent sa participation  à la Cour organisée à la fête de la Saint-Patrick par le président de la province du Connacht Sir Edward Phiton, pour tous ceux qui sont « sous l’autorité de la reine de Limerick à Sligo » . Quatre années plus tard il répond à une convocation similaire émanant d'Henry Sidney († 1586) le Lord justicier 
Sa politique pour le moins conciliante à l'égard couronne d'Angleterre, à l'inverse des Burke de Clanricard, est encore évoquée par les annales lors de sa mort. Marc William Bourke  un homme « influent qui préférait la paix à la plus victorieuse des guerres et qui toujours aidait le souverain, meurt ». La même entrée précise que:  « Richard-an-Iarainn, le fils d'Ulick, s'installe lui-même à la place de John sans la permission de la souveraine »,..
Seaán Bourke est demeure célèbre pour avoir patronné la composition du Book of the Burkes (en). Il parlait  irlandais et le Latin, mais pas l'anglais. IL meurt le 24 novembre 1580.

## Sources
- (en) T.W Moody, F.X. Martin, F.J. Byrne A New History of Ireland , Volume IX Maps, Genealogies, Lists. A companion to Irish History part II . Oxford University Press réédition 2011  (ISBN 9780199593064).